# Поляков, Вальтер Николаевич
Вальтер Николаевич Поляков (англ. Walter Polakov; 18 июля 1879 — 20 декабря 1948, Пало-Алто) — американский инженер-механик российского происхождения, один из основателей научного менеджмента, марксист.

## Биография

### Ранние годы
Вальтер Поляков родился в Луге (Россия) в семье Николая Николаевича Полякова (1847—1902), коллежского советника, служившего в Министерстве юстиции, и Алины Александровны Поляковой (в девичестве Хвостовой, 1846—1904), известной оперной певицы. В 1882 году его отец назначается членом Варшавского окружного суда и всё ранее детство, до двенадцати лет, Вальтер Поляков живёт в Польше. С 1891 году семья Поляковых проживает в Москве, где Вальтер завершил школьное образование, после чего поступил в Королевский саксонский политехнический институт в Дрездене, который окончил в 1902 году. Обучаясь в Дрездене Вальтер Поляков познакомился с социал-демократической идеологией в версии Розы Люксембург и Августа Бебеля. Вернувшись в Россию, Вальтер Поляков поступил в аспирантуру Московского университета, где изучает психологию и промышленную гигиену, а затем работает главным инженером паровозных мастерских Московско-Курской железной дороги и в Главном управлении торгового мореплавания и портов. Поляков дважды арестовывался полицией в 1905 году, что вероятно послужило причиной его эмиграции в США.

### Жизнь в США (1906 - 1929)
26 декабря 1906 года Вальтер Поляков прибыл в Соединённые Штаты. Он устроился на работу в American Locomotive Company, где познакомился с Генри Л. Гантом. С 1910 по 1912 годы, до того как он стал партнёром в консалтинговой фирме Чарльза Дэя, Вальтер Поляков работает фирме «HL Gantt Company». В 1915 году Вальтер Поляков основывает свою фирму «Walter N. Polakov and Company» и становится действительным членом «Общества Тейлора» и членом Американского общества инженеров-механиков. В эти годы Поляков начинает представлять свои доклады, сначала прикладного характера, но постепенно переходя к изложению своих взглядов по общим вопросам управления. В период с 1910 по 1918 годы Поляков в основном занимался повышением эффективности электростанций. В 1916 году Вальтер Поляков присоединился к группе «New Machine», а после вступления США в мировую войну работал вместе с Гантом и Харрингтоном Эмерсоном в Emergency Fleet Corporation. К 1922 году им было опубликовано две книги и около 20 научных статей по различным аспектам научного менеджмента. Вальтер Поляков являлся активным пропагандистом теоретических и методологических взглядов Ганта на теорию и практику управления, и, в частности, широкого использования диаграммы Ганта.

### Вальтер Поляков и создание общей семантики
Альфред Коржибски, начавший разрабатывать свою не-аристотелевскую систему, получившую позднее название «общая семантика», посчитал, что его работа может быть заинтересовать прогрессивных инженеров, прежде всего имевших отношение к группе «New Machine». Вернувшись в Нью-Йорк осенью 1920 года Коржибски знакомится с Вальтером Поляковым и они остаются друзьями и единомышленниками на всю жизнь. В декабре 1920 года, на ежегодном собрание Американского общества инженеров-механиков посвященном памяти Ганта, Вальтер Поляков, обобщая вклад Ганта в управленческое мышление, презентовал концепцию «time-binding» разработанную Коржибски. Интерес к идеям, которые формулировал этот тандем, был значителен, и в квартире Полякова еженедельно стали проходить собрания «Time-binding Club», которые продолжались до осени 1923 года.

### Работа в СССР (1929 - 1931)
В 1929 году Высший совет народного хозяйства (ВСНХ) СССР заключил контракт с фирмой Вальтера Полякова, который прибыл в СССР в декабре 1929 г. и проработал там до мая 1931 года. Полякова направили на станкостроительный завод с численностью 5000 работников, оснащенный современным импортным оборудованием, однако находившийся в полном управленческом хаосе и работавшим крайне неэффективно. Несмотря на сопротивление персонала, Полякову удалось внедрить использование диаграмм Ганта и диспетчеризацию, наладить управление и оперативный контроль технологических процессов. Его работа была отмечена на Первой российской конференции руководителей промышленных предприятий (февраль 1931 г.), а методы рекомендованы для внедрения на всех советских предприятиях. Хотя книга Кларка, Полякова и Траболда о диаграмме Ганта была переведена на русский язык ещё в 1925 году, до 1929 года не было сообщений об использовании этого метода в СССР. Ряд источников сообщают, что Поляков был консультантом по вопросам управления ВСНХ СССР. Возвращение Полякова в США было вынужденным и связано с опасением за свою судьбу, так как в эти годы в СССР были организованы судебные процессы «по вредительству», самое громкое из которых, так называемое «Дело Промпартии», судебный процесс по которому состоялся в конце 1930 года.

### Жизнь в США (1931 - 1948)
Поляков вернулся в США летом 1931 года. В 1932 году его старые знакомые Вальтер Раутенштраух и Говард Скотт привлекли его к участию в «Committee on Technocracy», сформированной при Колумбийском университете. С 1933 года Поляков работает в федеральной корпорации «Tennessee Valley Authority» и в федеральном агентстве Works Progress Administration (WPA) под непосредственным руководством Гарри Хопкинса, где участвует в ряде проектов в рамках экономической и социальной программы «New Deal», осуществляемой в 1933 – 1939 годах администрацией президента Ф. Рузвельта. В 1938 году Поляков становится техническим директором крупнейшего профсоюза шахтёров United Mine Workers of America в котором работает до выхода на пенсию в 1947 году. До своей смерти в конце 1948 года Вальтер Поляков продолжал писать книги и статьи по различным вопросам менеджмента.

## Семья
Первая жена, в разных документах записана как Антония или Антонетт Полякова (Antoinett Polakov), родилась в России ок. 1883 г. р., есть документ в котором указано, что в США она прибыла в 1904 году. В мае 1910 года Вальтер Поляков с женой удочерили 7-ми летнюю Катерину Бабич (согласно выписке из National Archives and Records Administration 9-ти летнюю).
Вторая жена - Барбара Гибберт Полякова (Barbara Gibbert Polakov), родилась 5 февраля 1906 г. в Нью-Йорке в семье эмигранта из Украины Николая Гревенчука, покончила жизнь самоубийством 26 апреля 1945 года.
20 ноября 1948 года 69-летний Поляков женился на 24-летней Ивонне Хигглз (Yvonne B. Higgles), спустя месяц умер в одной из больниц в Пало-Алто.

## Публикации
- Walter N. Polakov. Mastering Power Production: The Industrial, Economic and Social Problems Involved and Their Solution (1921)
- Walter N. Polakov. Kinetic Statistics as an Aid to Production and Distribution // Journal of the American Statistical Association : журнал. — 1922. — Т. 18, № 139. — С. 359–365. — doi:10.2307/2276954.
- Walter N. Polakov. Power Plant Management. Job Analyses and Functions. 1932. McGraw-Hill Book Company, Inc. 176 pages.
- Walter N. Polakov. Power as a Factor in Economic Readjustments. The Annals of the American Academy of Political and Social Science, Vol. 165, Essentials for Prosperity (Jan., 1933), pp. 31–37
- Walter N. Polakov. The Power Age. Its Quest and Challenge. 1933. Covici - Friede Publishers. 247 pages.